# Srednekolimsk
Srednekolimsk (en rus Среднеколы́мск) és una ciutat russa de la República de Sakhà situada a 1.485 km al nord-est de Iakutsk, a la riba esquerra del Kolimà. Té una població l'any 2002 era de 3.587 habitants.
Es va fundar l'any 1644 i va obtenir els drets de ciutat el 1775.